# Zygmunt Platowski
Zygmunt Platowski (ur. 2 maja 1882 we Lwowie, zm. 23 maja 1948 w Londynie) – generał brygady inżynier Wojska Polskiego, kawaler Orderu Virtuti Militari.

## Życiorys
Studiował na Politechnice Lwowskiej. Działał tam w Związku Walki Czynnej i Związku Strzeleckim. W okresie wrzesień 1914 do listopada 1917 służył w Legionach Polskich – referat werbunkowy Departamentu Wojskowego Naczelnego Komitetu Narodowego, referat techniczny Komendy Legionów, potem II Brygady Legionów i Polski Korpus Posiłkowy. Listopad 1917 – maj 1918 pierwszy adiutant Inspektora Wyszkolenia Szkół Piechoty Polskiej Siły Zbrojnej, maj – listopad 1918 szef sztabu I Brygady Piechoty Polskiej Siły Zbrojnej.
W Wojsku Polskim od listopada 1919. Listopad 1918 – luty 1919 szef sztabu Dowództwa Okręgu Generalnego „Warszawa” w Warszawie, luty 1919 – styczeń 1920 Oddział Personalny Sztabu Generalnego. Styczeń – sierpień szef Departamentu Personalnego Ministerstwa Spraw Wojskowych. Pułkownik Sztabu Generalnego Korpusu Kontrolerów z 1 czerwca 1919, sierpień 1920 – czerwiec 1921 pełnomocnik wojskowy przy Radzie Obrony Stolicy. Czerwiec 1921–1923 kierownik kursów dla oficerów Korpusu Kontrolerów. 3 maja 1922 roku został zweryfikowany w stopniu pułkownika ze starszeństwem z dniem 1 czerwca 1919 roku i 7. lokatą w korpusie oficerów kontrolerów. W latach 1923–1924 szef Grupy II Korpusu Kontrolerów. 1924 – 1925 szef Grupy VI Korpusu Kontrolerów.
1 grudnia 1924 Prezydent RP Stanisław Wojciechowski, na wniosek Ministra Spraw Wojskowych generała dywizji Władysława Sikorskiego awansował go na generała brygady ze starszeństwem z dniem 15 sierpnia 1924 i 20. lokatą w korpusie generałów. Od 1925 do października 1927 przypisany był do Oddziału V Sztabu Generalnego. Od października 1927 do stycznia 1930 w stanie nieczynnym – został wówczas zatrudniony w przemyśle wojennym, pełnił funkcję dyrektora naczelnego Towarzystwa Eksploatacji Soli Potasowych SA. Od 1 stycznia 1930 przebywał w stanie spoczynku. W 1929 został mianowany radcą Izby Przemysłowo-Handlowej we Lwowie.
We wrześniu 1939 Biuro Przemysłu Wojskowego Ministerstwa Spraw Wojskowych. Po kampanii wrześniowej ewakuował się przez Rumunię na Bliski Wschód, gdzie pozostawał bez przydziału w „2 Grupie” w Palestynie do września 1947, kiedy to przybył do Wielkiej Brytanii. Po demobilizacji osiadł w Londynie, gdzie zmarł. Pochowany w Aldershof, Hants.

## Awanse
- podporucznik – 1 maja 1915
- porucznik – 15 grudnia 1915
- kapitan z grudnia 1917
- major z października 1918
- pułkownik – zweryfikowany ze starszeństwem z dniem 1 czerwca 1919
- generał brygady – 1 grudnia 1924 ze starszeństwem z dniem 15 sierpnia 1924 i 20. lokatą w korpusie generałów

## Ordery i odznaczenia
- Krzyż Srebrny Orderu Wojskowego Virtuti Militari nr 4931 (1921)[3]
- Krzyż Niepodległości
- Krzyż Walecznych